# مايكل ماثيوز (مخرج)
مايكل ماثيوز (بالإنجليزية: Michael Matthews)‏، هُو مُنتج ومخرج أفلام جنوب أفريقي.

## وصلات خارجية
- مايكل ماثيوز في قاعدة بيانات الأفلام على الإنترنت